# Rozalia
Rozalia – imię żeńskie o niejasnej etymologii. Być może pochodzi od łacińskich słów rosa (róża) i lilium (lilia) lub od samego słowa rosa. Możliwe jest także pochodzenie germańskie, od germańskich imion dwuczłonowych z pierwszym członem Roz- (Hros-), zob. Rozalinda, Rozamunda, Rozwita.
Rozalia imieniny obchodzi: 
- 27 stycznia, jako wspomnienie bł. Rozalii du Verdier de la Soriniere,
- 7 lutego, jako wspomnienie bł. Rozalii Renata Rozalia
Gabryś o
endu,
- 4 września[1], jako wspomnienie św. Rozalii.

## Kobiety o imieniu Rozalia
- Rosalía de Castro
- Rozalia Celakówna
- Rozalia Lubomirska
- Rozalia Mancewicz
- Rozalia Nusbaum-Hilarowicz
- Rozalia Rendu
- Rozalia Rybacka
- Rosalie van Breemen

## Postacie fikcyjne
- Rosalie Hale – jedna z drugoplanowych postaci sagi Zmierzch Stephenie Meyer będąca wampirzycą.
- Rózia - postać z II części Dziadów, siostra Józia
- Rozalia - bohaterka serialu Czas honoru, babcia Klary
- Rozalia Kiepska – babka Kiepska z serialu telewizyjnego Świat według Kiepskich (jej „prawdziwe” nazwisko to Rozalia Wspaniała)